# Un homme à la hauteur
Pour plus de détails, voir Fiche technique et Distribution.
Un homme à la hauteur est un film français réalisé par Laurent Tirard, sorti en 2016. Il s'agit d'une reprise du film argentin Corazón de León (es) de Marcos Carnevale (es).

## Synopsis
Diane est une très belle femme et une brillante avocate, dotée d'une forte personnalité. Malheureuse dans son mariage, elle est divorcée et est désormais enfin libre de rencontrer l’homme de sa vie. Un jour, un certain Alexandre l'appelle car il a retrouvé le téléphone mobile perdu par Diane. L'homme est courtois, riche, drôle, cultivé et élégant. Diane tombe immédiatement sous le charme. Ils prennent alors rendez-vous. Mais il y a un problème : Alexandre mesure 1,36 m.

## Fiche technique
Sauf indication contraire, les informations mentionnées dans cette section peuvent être confirmées par la base de données cinématographiques IMDb,  présente dans la section « Liens externes ».
- Titre original : Un homme à la hauteur
- Titre anglophone : Up for Love
- Réalisation : Laurent Tirard
- Scénario : Laurent Tirard et Grégoire Vigneron, d'après le film Corazón de León (es) de Marcos Carnevale (es)
- Décors : Françoise Dupertuis
- Costumes : Valérie Artiges-Corno
- Photographie : Jérôme Alméras
- Montage : Valérie Deseine
- Musique : Éric Neveux et chansons d'Emilie Gassin
- Production : Sidonie Dumas et Vanessa van Zuylen
- Coproducteurs : Genevieve Lemal et Matthias Ehrenberg* Productrice déléguée : Camille Bonvallet
- Sociétés de production : VVZ Productions, Gaumont, Creative Andina et Scope Pictures
- Société(s) de distribution : Gaumont (France et Monde)
- Budget : 13 M€[2]
- Pays d'origine :  France
- Langue originale : français
- Genre : comédie
- Durée : 98 minutes
- Dates de sortie : 4 mai 2016 ( France,  Belgique et  Suisse romande)

## Distribution
- Jean Dujardin : Alexandre
- Virginie Efira : Diane
- Cédric Kahn : Bruno, ex et associé de Diane
- Stéphanie Papanian : Coralie, l'assistante
- César Domboy : Benji, le fils unique d'Alexandre
- Manoëlle Gaillard : Nicole, la mère de Diane
- Edmonde Franchi : Monique, l'employée de maison dépressive d'Alexandre
- Bruno Gomila : Philippe, le compagnon malentendant de Nicole
- Eléa Clair : l'assistante d'Alexandre
- Myriam Tekaïa : Stéphanie
- François-Dominique Blin : Sébastien
- Jean-Michel Lahmi : le passant qui heurte Alexandre
- Laurent Tirard : le Finlandais qui a réussi
- Adonis Danieletto : collaborateur d'Alexandre
- Maria Laborit : Christine, amie de Nicole

## Production

### Genèse et développement
Le scénario s'inspire du film argentin Corazón de León (es) réalisé par Marcos Carnevale (es) et sorti en 2013. La productrice Vanessa Van Zuylen approche alors le réalisateur-scénariste Laurent Tirard. Ce dernier n'était au départ pas très emballé par le projet mais a tout de même regardé l'original par politesse. Il raconte : « Sauf que le lendemain matin, en le voyant, j’ai été cueilli par ce film. Il y avait là un vrai sujet, fort, audacieux, inattendu et j’ai tout de suite vu dans cette comédie un vrai potentiel émotionnel . »

### Distribution des rôles
Jean Dujardin a accepté le rôle vingt-quatre heures seulement après avoir lu le scénario.

### Tournage
Le tournage a été assez secret et aucune image de Jean Dujardin n'a été révélée avant la bande-annonce.
De nombreux trucages et effets spéciaux ont été nécessaires pour réduire la taille de Jean Dujardin. Le réalisateur Laurent Tirard explique ainsi que « ça allait de choses aussi simples que de mettre Jean à genoux, en le cadrant au niveau des épaules ou de forcer les perspectives, en le mettant plus loin pour qu’il paraisse plus petit » à des méthodes plus compliquées comme « cette scène dans le bureau où Jean, interrompu par Cédric, devait sauter du fauteuil. Pour ce plan, il a fallu surélever toute la pièce de 40 cm sauf la partie sur laquelle Jean atterrissait ».
Les acteurs ont par ailleurs joué certaines scènes devant des fonds verts, comme le raconte Virginie Efira : « Je pense notamment aux fonds verts auxquels on n’est pas si habitués en France ou à ces scènes en pied où l’on ne devait pas se regarder dans les yeux. Moi je fixais son bouton de chemise et lui regardait un nuage au-dessus de ma tête pour s’adresser à moi ». Par ailleurs, un homme d'un mètre quarante a servi de doublure à Jean Dujardin.
Un homme d'un mètre cinquante, a été la doublure de Jean Dujardin pour toutes les scènes de dos. Il était tous les jours sur le plateau du film et a pu partager son expérience éclairée sur les situations du film,.

### Lieux de tournage
source : générique
| - Bouches-du-Rhône : - Cassis - Marseille : - 46 Boulevard du Dr Rodocanachi, 8e arrondissement de Marseille - Cathédrale Sainte-Marie-Majeure de Marseille - Meyreuil - Les Milles : Aérodrome d'Aix - Les Milles et ses alentours. | - Île-de-France : - Paris : - ESIEE Paris (Seine-et-Marne) (salle de ping pong) - ENSAVT École d'architecture de la ville & des territoires Paris-Est (Seine-et-Marne) (maquette opéra, chantier de Liege, reunions des architectes) - Studios de Bry-sur-Marne (Val-de-Marne) - Liège Gare TGV (Belgique) |

## Accueil

### Réception critique
Stéphanie Vallet, pour La Presse, considère qu'il s'agit d'une « comédie romantique ratée », « sans aucune audace ». Christophe Narbonne, dans Première, est moins sévère mais estime que si le film vaut pour le duo d'acteurs principaux et la performance technique, il néglige les seconds rôles.

### Box office
| Pays ou région    | Box-office        |
| ----------------- | ----------------- |
| France            | 709 615 entrées   |
| Pologne           | 186 538 entrées   |
| Italie            | 117 306 entrées   |
| Allemagne         | 42 278 entrées    |
| Belgique          | 41 870 entrées    |
| Grèce             | 39 187 entrées    |
| Espagne           | 35 922 entrées    |
| Total hors France | 747 714 entrées   |
| Total Monde       | 1 457 329 entrées |

### Diffusion télévision
Le film est diffusé le 31 janvier 2019 sur M6. Il réunit 2,819 millions de téléspectateurs, soit une part de marché de 12,7%.

## Autour du film
- L'avion qui assure le largage des parachutistes au début du film est un Pilatus PC-6/B2-H4 (c/n 915 - 1996)[10] immatriculé F-GVTF, qui revêt les couleurs de la FFP.
- Le largage du parachutiste en fin de film est réalisé par un Cessna 206 immatriculé F-HGAZ (c/n U206-05584)[11].